# Nagy csendes-óceáni szemétsziget

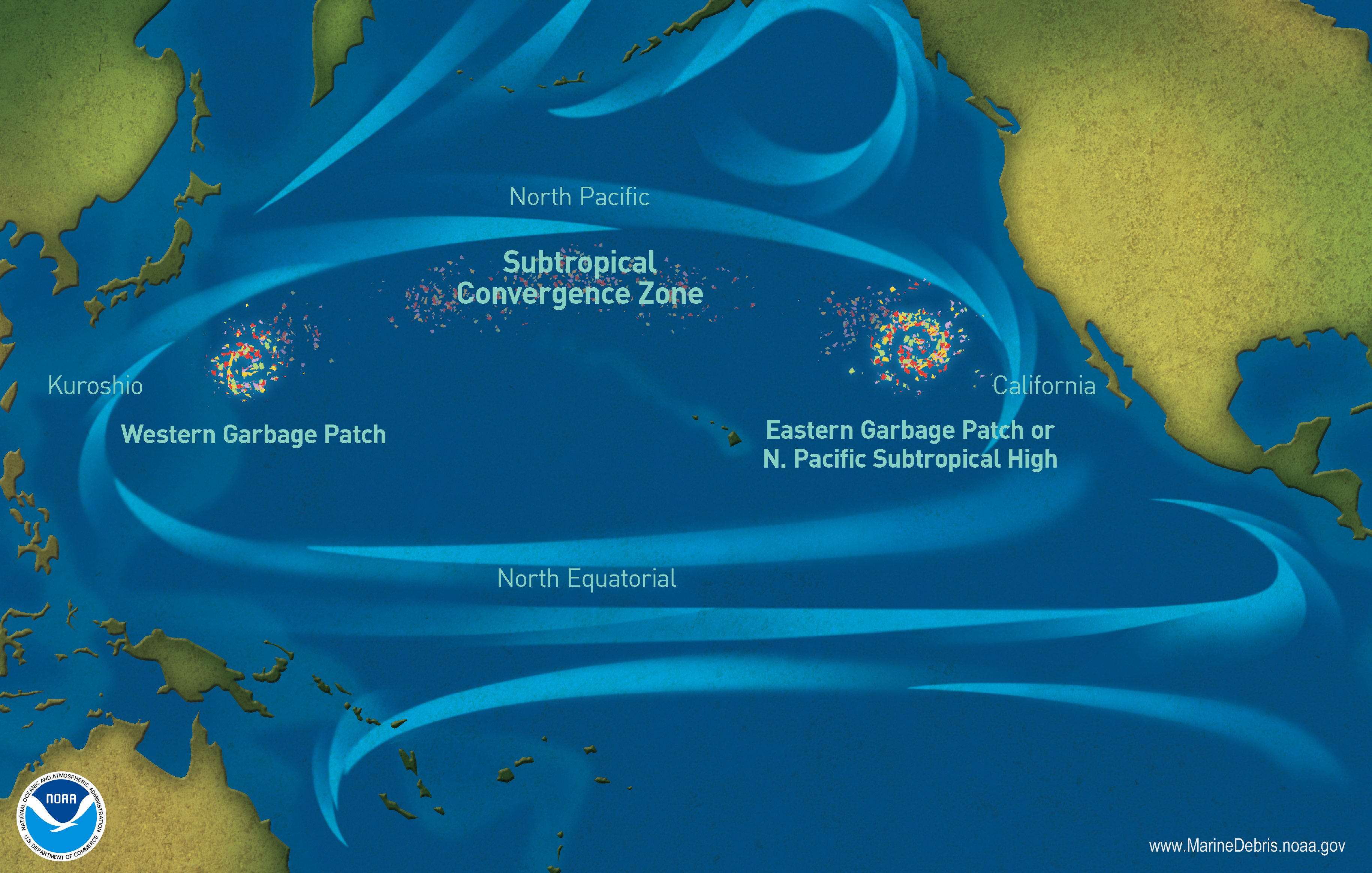
A szemétsziget helye a Csendes-óceán térképén

A nagy csendes-óceáni szemétsziget a tengeráramlatok által összeterelt, vízfelszínen és az alatt lebegő hulladékhalom a Csendes-óceánon, ami hozzávetőleg a nyugati hosszúság 135. és 155., és az északi szélesség 35. és 45. foka között terül el.

## Kialakulása és jellemzői
A szemétsziget azért alakult ki, mert a Csendes-óceán északi medencéjében egy körkörös áramlási rendszer található, ami a közvetlenül a tengerbe szórt, illetve a folyóvizek által az óceánba hordott hulladék nagy részét összetereli. A szemétsziget két, egymással lazán összekapcsolódó nagyobb foltból áll. A szemétsziget létezését először 1988-ban fedezték fel kutatók. Méretét 2009-ben 700 000 és 15 millió négyzetkilométer közé tették. Feltételezések szerint a világ más óceánjain hasonló szemétszigetek találhatóak.

## Hatása
A szigetben található műanyag a napfény ibolyántúli sugárzásának hatására fokozatosan darabolódik, szemmel nem látható apró részecskékre bomlik. Ezeket a részecskéket elfogyasztják a tengeri élőlények, és így bekerülnek a táplálékláncba. (Nem kizárható, hogy az anyagok a tengeri halak fogyasztása révén végül az ember szervezetébe is bekerülnek. Egyes feltételezések szerint a hulladék egy része az óceán fenekére süllyed.)
A szemétszigetben található műanyag bomlása során vélhetően mérgező anyagok keletkeznek, amelyek károsítják a vízben élő állatok hormonháztartását.